# Kangru
Kangru är en småköping i Estland. Den ligger i Kiili kommun i landskapet Harjumaa. Antalet invånare var 801 år 2011.
Kangru ligger 58 meter över havet och terrängen runt orten är platt. Runt Kangru är det ganska glesbefolkat, med 36 invånare per kvadratkilometer. Närmaste större samhälle är Tallinn, 9 km norr om Kangru. Omgivningarna runt Kangru är en mosaik av jordbruksmark och naturlig växtlighet.